# بازبینی باور
بازبینیِ باور یا تجدید نظر در باور به مفهوم فرایند تغییر باورها برای به حساب آوردن قطعه جدیدی از اطلاعات است. ساختار منطقی تجدید نظر در باور برای طراحی کارگزاران هوشمند در فلسفه، بانکهای اطلاعاتی و هوش مصنوعی مورد تحقیق قرار می‌گیرد.
آنچه باعث غیر بدیهی بودن تجدید نظر در باور می‌شود، امکان وجود راه‌های متفاوت و متعددی برای انجام این کار است. به عنوان مثال اگر دانش موجود شامل سه حقیقت "A درست است", "B درست است" و "اگر A و B درست پس از آن C درست است" باشد، با معرفی حقیقت جدید "C نادرست است" فقط در صورتی می‌توان ثبات را حفظ کنیم که حداقل یکی از سه حقیقت موجود را حذف کنیم. در این مورد حداقل سه راه مختلف برای این تجدید نظر وجود دارد. به‌طور کلی ممکن است راه‌های متعدد متفاوتی برای تغییر دانش وجود داشته باشد.

## تجدید نظر و به روز رسانی
دو نوع از تغییرات معمولاً انجام می‌شوند:

### به روز رسانی
اطلاعات جدید در مورد وضعیت در حال حاضر است در حالی که باورهای قدیمی به گذشته ارجاع دارند؛ به روز رسانی، عمل تغییر باورهای قدیمی برای به حساب آوردن تغییر است.

### تجدید نظر
در این حالت هم باورهای قدیمی و هم اطلاعات جدید به یک وضعیت ارجاع دارند؛ تناقض بین اطلاعات جدید و قدیم به عنوان اعتبار کمتر اطلاعات قدیمی نسبت به اطلاعات جدید توضیح داده می‌شود. تجدید نظر فرایندی است برای وارد کردن اطلاعات جدید در میان مجموعه اطلاعات قدیمی به شکلی که هیچ گونه تناقضی به وجود نیاید.
فرض اصلی تجدید نظر در باور، انجام حداقل تغییرات است: دانش قبل و بعد از تغییر باید تا حد امکان یکسان باشد. در مورد به «روز رسانی»، این اصل فرض سکون را می‌سازد. در مورد «تجدید نظر» این اصل تا آنجا که ممکن است باعث محافظت از اطلاعات در برابر تغییر می‌شود.